# Враг общества № 1 (фильм, 1996)
«Враг общества № 1» (англ. Public Enemies) — детективная драма, основанная на реальной истории банды Кейт Баркер и её сыновей, наводивших ужас на банки во времена Великой депрессии.
Режиссёр картины — Марк Л. Лестер, в главных ролях — Тереза Расселл, Эрик Робертс, Фрэнк Сталлоне.

## Сюжет
Кейт — мать четверых сыновей, и её муж не в состоянии справиться с глубокой бедностью.
Первое убийство, совершенное в порыве ярости, спровоцированное обманом, положило начало череде жестоких и дерзких преступлений. Банда, не знающая ни страха, ни пощады, грабит банки один за другим. ФБР объявляет их врагами общества № 1.

## В ролях
- Тереза Рассел — Мамаша Баркер
- Эрик Робертс — Артур Дюнлоп
- Фрэнк Сталлоне — Элвин Кэрпис
- Алисса Милано — Амариллис
- Джеймс Марсден — Артур Баркер
- Дэн Кортезе — Мелвин Пёрвис
- Рекс Линн — Эл Спенсер